# Dercylinus
Dercylinus is een geslacht van kevers uit de familie van de loopkevers (Carabidae). De wetenschappelijke naam van het geslacht is voor het eerst geldig gepubliceerd in 1883 door Chaudoir.

## Soorten
Het geslacht Dercylinus is monotypisch en omvat slechts de volgende soort:
- Dercylinus impressus (LeConte, 1853)